# Chaetodipterus zonatus
Chaetodipterus zonatus е вид лъчеперка от семейство Ephippidae.

## Разпространение
Видът е разпространен в Гватемала, Еквадор, Колумбия, Коста Рика, Мексико, Никарагуа, Панама, Перу, Салвадор, САЩ, Хондурас и Чили.